# Henry Schramm

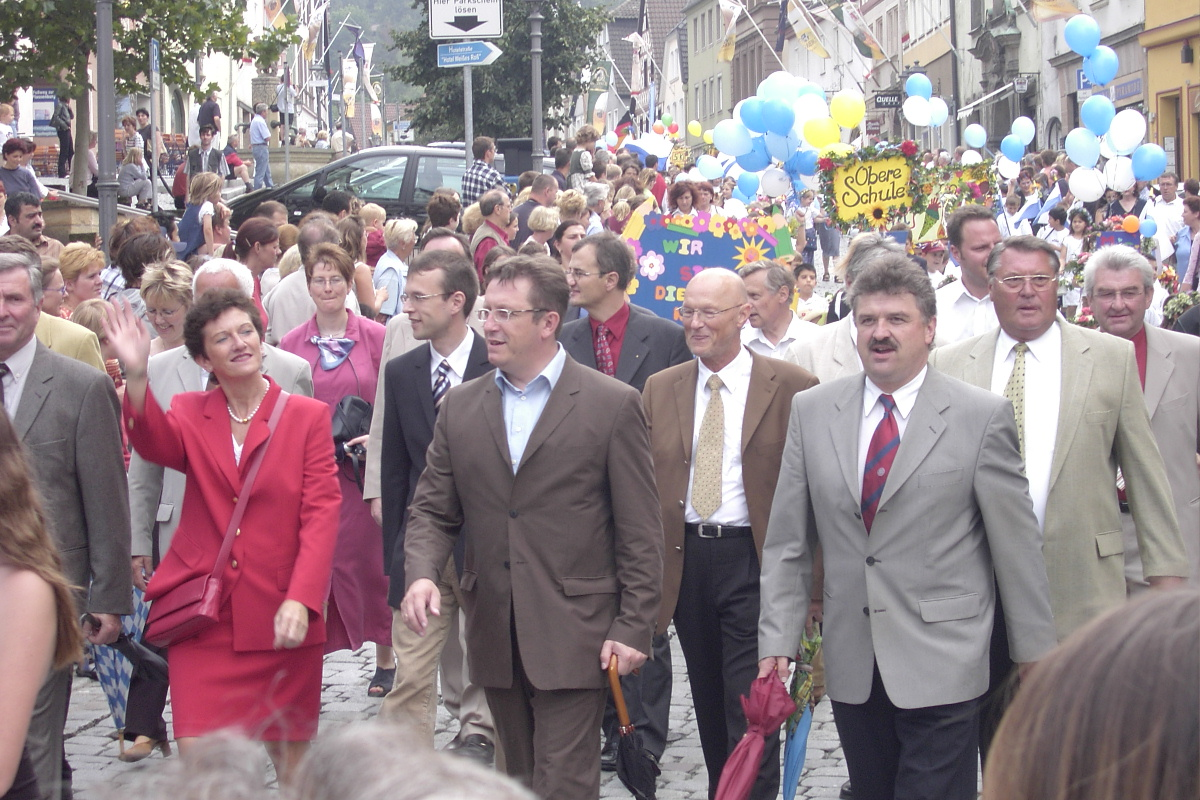
Landtagsabgeordneter Henry Schramm (Mitte) 2004 in Kulmbach mit Oberbürgermeisterin Inge Aures (links) und Landrat Klaus Peter Söllner (rechts)

Henry Schramm (* 15. Mai 1960 in Hohenberg bei Marktleugast) ist ein deutscher Politiker (CSU) und seit dem 8. November 2018 Bezirkstagspräsident von Oberfranken. Er war vom 6. Oktober 2003 bis 17. Januar 2007 Mitglied des Bayerischen Landtages und vom 22. Oktober 2006 bis 30. April 2020 Oberbürgermeister der Stadt Kulmbach.

## Leben und Beruf
Henry Schramm absolvierte eine Ausbildung zum Industriekaufmann bei der Kulmbacher Spinnerei. Die Berufsaufbauschule und Staatliche Fachoberschule schloss er mit dem Fachabitur ab. Im Anschluss an den Wehrdienst und den Eintritt in den Bundesgrenzschutz folgte ein Studium zum Diplom-Verwaltungswirt in Köln. Nach einer Tätigkeit beim Bundesgrenzschutz in Coburg wechselte er als Referatsleiter für Öffentliche Sicherheit und Ordnung, Gewerbewesen und Lebensmittelüberwachung zum Freistaat Bayern in das Landratsamt in Kulmbach.

### Politische Karriere
2001 wurde er Stadt- und Kreisvorsitzender der CSU und unterlag im selben Jahr knapp bei der Wahl zum Oberbürgermeister Kulmbachs. 2006 wurde er zum Stadtrat und Oberbürgermeister der Stadt Kulmbach gewählt. 2003 wurde er als Direktkandidat der CSU für den Stimmkreis 408 Kulmbach in den Bayerischen Landtag gewählt und war vom 6. Oktober 2003 bis zum 15. Januar 2007 Mitglied des Parlaments. Nach seiner Wahl in den Landtag wurde er in die Ausschüsse für Kommunale Fragen und Innere Sicherheit, für Bundes- und Europaangelegenheiten sowie in den Ältestenrat berufen. Zudem war er Mitglied im Landessportbeirat und Medienrat. Bis zu seiner Amtseinführung als Oberbürgermeister nahm Schramm parallel zu seiner parlamentarischen Arbeit weiterhin seine Aufgaben im Stadtrat der Stadt Kulmbach sowie als Bürgermeister wahr.

#### Oberbürgermeister
Am 22. Oktober 2006 gewann Schramm als Kandidat der Christlich-Sozialen Union (CSU), der FDP Bayern und der Wählergemeinschaft Kulmbach (WGK) die Oberbürgermeisterwahl in Kulmbach mit 52,4 Prozent gegen die amtierende Oberbürgermeisterin Inge Aures (SPD) und trat das Amt am 16. Januar 2007 an. Sein Landtagsmandat in München und sein Stadtratsmandat gab er auf. Am 21. Oktober 2012 wurde er im Amt des Oberbürgermeisters bestätigt und gewann die Wahl gegen Ingo Lehmann (SPD) und Hans Dieter Herold (Grüne) mit über 60 % der Wählerstimmen. Während seiner Amtszeit war er Aufsichtsratsvorsitzender der Städtebau Kulmbach GmbH und alternierender Vorsitzender der Sparkasse Kulmbach-Kronach.
Bei der Stichwahl zum Oberbürgermeister am 29. März 2020 unterlag Schramm seinem Herausforderer mit 49,2 % der Stimmen. Daraufhin zog er sich auch aus dem Stadtrat zurück.

#### Bezirkstag
Seit 2008 ist Schramm Mitglied des Bezirkstags von Oberfranken. Am 8. November 2018 wählte ihn dieses Gremium erstmals zu seinem Präsidenten. In der konstituierenden Sitzung des Bezirkstags von Oberfranken für die Periode 2023 bis 2028 wurde er einstimmig erneut zum Präsidenten des Gremiums gewählt.  In der konstituierenden Vollversammlung des Bayerischen Bezirketags wurde er zudem zu einem weiteren Vizepräsidenten des kommunalen Spitzenverbandes gewählt. Außerdem ist er Verwaltungsratsvorsitzender des Kommunalunternehmens des Bezirks Oberfranken, der GeBo – Gesundheitseinrichtungen des Bezirks Oberfranken. In seine Amtszeit fiel ein Investitionsprogramm von über einer halben Milliarde Euro für die Gesundheitseinrichtungen des Bezirks. Er ist als gewählter Vertreter des Bezirks Stiftungsrat der Oberfrankenstiftung. Seit November 2021 ist Schramm mit Regierungspräsidentin Heidrun Piwernetz einer der zwei Vorsitzenden des Vereins Oberfranken Offensiv.

### Privates
Neben der Kommunalpolitik, ist Schramm ehrenamtlich in Vereinen und Verbänden engagiert. Er ist verheiratet und hat drei Kinder.